# Paracondylactis davydoffi
Paracondylactis davydoffi is een zeeanemonensoort uit de familie Actiniidae.
Paracondylactis davydoffi is voor het eerst wetenschappelijk beschreven door Carlgren in 1943.